# 今井宏 (政治家)
今井 宏（いまい ひろし、1941年7月15日 - 2023年3月3日）は、日本の政治家。
衆議院議員（4期）、埼玉県草加市長（4期）、草加市議会議員（2期）を歴任。
早稲田大学政治経済学部を中退。1970年、草加市議会議員に初当選。1977年、36歳で草加市長に初当選（全国最年少市長）。1993年、衆議院議員に当選、以後4期務めた。その間、経済企画政務次官や総務副大臣、衆議院議院運営委員会理事、自民党の道州制推進本部副本部長などの要職を務めた。2009年に政界を引退した。

## 来歴
埼玉県草加市生まれ。埼玉県立春日部高等学校卒業。早稲田大学政治経済学部中退。
1970年、29歳で草加市議会議員選挙に立候補し、初当選。1976年には35歳で草加市議会議長に就任した。翌1977年に市議を辞職。草加市長選挙に立候補し、当選。以後、4期16年にわたり草加市長を務めた。
1993年、第40回衆議院議員総選挙に旧埼玉1区から日本新党公認で立候補。元熊本県知事の細川護煕が率いる日本新党はこの選挙で一気に35議席を獲得し、今井も新党ブームに乗って旧埼玉1区でトップ当選した。1994年、新進党結成に参加。小選挙区比例代表並立制導入後初めて実施された1996年の第41回衆議院議員総選挙では同党公認で埼玉3区から立候補し、当選した。
その後、新進党を離党し、自由民主党に入党。2000年の第42回衆議院議員総選挙では自民党公認で埼玉3区から立候補するも、細川律夫に敗れ、比例復活もならず落選。2003年の第43回衆議院議員総選挙でも再び細川に敗れたが、重複立候補していた比例北関東ブロックで復活当選し、3年ぶりに国政に復帰した。2004年、第2次小泉改造内閣で総務副大臣に任命され、第3次小泉内閣まで務める。2005年の第44回衆議院議員総選挙では3万票超の大差で細川を破った（細川も比例復活）。
2009年8月の第45回衆議院議員総選挙では自民党公認で埼玉3区から立候補するも細川に大敗を喫し、比例復活もならず再び落選。同年9月、地元後援会に対し政界からの引退を表明した。それに伴い、自民党埼玉県第3区支部長を辞任。2011年、旭日重光章受章。
2023年3月3日6時19分、誤嚥性肺炎のため、埼玉県内の病院で死去。81歳没。死没日付をもって正四位に叙された。

## 人物
- 春日部高校野球部では、エースで主将だった[2]。
- インターネットの公式サイトや今井宏FAX通信の題名に「718」が入っている理由は、衆議院議員に初当選した第40回衆議院議員総選挙が1993年7月18日に実施されたため。
- 日中国会議員書画展へ書画を提供している[6]。

## 著書
「知水のすすめ」「地方自治体21世紀に向けて」など多数。